# 雙核低氣壓
雙核低氣壓（日语：二つ玉低気圧）指的是從日本列島南北通過的兩股低氣壓系統，當雙核低氣壓分別從日本海及太平洋通過時，會伴隨大雨的發生。通常雙核低氣壓發展迅速，並會造成雪暴或暴雨等劇烈天氣發生，若雙核低氣壓在通過東海時可能會合併並出現爆發性旋生，造成惡劣的天氣現象。

## 形成及影響
雙核低氣壓可能由日本海低氣壓及南岸低氣壓互動而生成，雙核低氣壓在形成的過程中可能會有例外地出現，而產出第三股以上的低壓中心相繼出現的可能，在雙核低氣壓出現的情況之下，任何一股低壓區都皆有可能減弱或消散的情況，特別的是，通過東海地方後則僅存一股低氣壓系統，可能會發展成相當於颱風的強度。
過去由雙核低氣壓產生的災難在海上與陸上都有可能發生，雙核低氣壓的「偽晴天」現象會造成登山客的困擾，「偽晴天」是一種短暫的天氣情況，通常會發生在低壓區及低壓區中間的區域，雖會有陽光出現但會迅速轉變為惡劣天氣。雙核低氣壓的觀測除了傳統的地面天氣圖外，更應參考高空天氣圖的天氣配置，以避免登山時遇到惡劣天氣而發生事故。

## 延伸閱讀
- （日語）北海道における近年の大雪・暴風雪時の気圧配置と地域別発生の特徴 （页面存档备份，存于）
- （日語）二つ玉低気圧通過に伴う降雨・降雪の気候学的研究 （页面存档备份，存于）
- （日語）二つ玉低気圧の気候学的調査 （页面存档备份，存于）
- （日語）冬期の気圧配置と北海道における大雪・暴風雪の地域別発生状況